# WorkPLAN
WorkPLAN – system ERP (Enterprise Resource Plannig) opracowany przez Sescoi. Aktualnie rozwijany przez VERO Software.
WorkPLAN to system przeznaczony do zarządzania procesami zachodzącymi w produkcji jednostkowej i małoseryjnej. System wykorzystywany jest tam, gdzie praca nad projektami wymaga specjalnego podejścia oraz wielu edytowalnych zmiennych w trakcie produkcji.
Użytkownikami WorkPLAN są producenci z branż: form wtryskowych, narzędzi, oprzyrządowania, odlewnictwa, motoryzacji, lotnictwa oraz obrony.

## Historia
Pierwsza wersja oprogramowania WorkPLAN została wprowadzona przez Sescoi w 1992 roku. Od tej pory oprogramowanie jest stale rozwijane.
Sescoi od 2003 roku rozpoczęło rozwój drugiej generacji WorkPLAN. System składał się z dwóch uzupełniających się produktów. Pierwszym z nich jest MyWorkPLAN, modułowe oprogramowanie do zarządzania projektami. Drugi produkt trafił na rynek w 2006 roku jako WorkPLAN Enterprise, pełne oprogramowanie ERP dla producentów.
WorkPLAN ERP w 2008 roku zyskał silnik bazy danych MySQL, a także przeprojektowany interfejs użytkownika, który zyskał strukturę drzewa i okna nawigacji podobne do stosowanych w systemach CAD.
W 2009 roku wydana została Wersja 3 MyWorkPLAN i WorkPLAN Enterprise.
Rozwój oprogramowania oraz coraz większa liczba klientów z różnych branż produkcji wpłynęły na podział funkcji systemu na moduły oraz możliwość komunikacji z innymi systemami ERP (np. do księgowości i kadr), a także oprogramowaniem CAD/CAM.
Natomiast 25 listopada 2009 roku oba produkty otrzymały certyfikat współpracy z systemem SAP.
WorkPLAN ERP może otrzymać zamówienia lub listy zadań z innych systemów ERP lub SAP ERP z wyszczególnieniem części i ilości komponentów do produkcji. WorkPLAN następnie zarządza procesem produkcji, w tym harmonogramowania produkcji i planowania, monitorowania wydajności produkcji i rejestracji czasu spędzonego dla każdego zadania przez każdego pracownika lub maszyny w czasie rzeczywistym, za pomocą ekranów dotykowych, czytniki kodów kreskowych i formularzy wprowadzania danych. W miarę postępu procesu produkcji, dane mogą być dostarczane z powrotem do SAP w postaci czasu potrzebnego do zakończenia zadań, aktualnego etapu i zdarzeń zakończonych oraz listy materiałów potrzebnych do produkcji. Szczegóły, takie jak czas przezbrajania, czas obróbki, czasy i ilości ukończonych zadań, elementy wykonane lub potrzebujące poprawek mogą być zawarte w przepływie informacji. Zbieranie informacji w czasie rzeczywistym w WorkPLAN pozwala aktualizować system SAP na bieżąco, tworząc dynamiczną wymianę danych i zabezpieczając informacje o firmie.
WorkPLAN odzwierciedla prawdziwy i aktualny stan produkcji. Firmy korzystające z rozwiązań SAP na poziomie korporacyjnym mają możliwość wykorzystania takiej integracji, co umożliwia na optymalizację wydajności wyspecjalizowanych obszarów w organizacji, takich jak działy inżynierii lub jednostek wytwarzania form, tłoczników i prototypów.
Wersja 4 została zaprezentowana podczas targów Euromold we Frankfurcie w grudniu 2010. Ta wersja zawiera nowe narzędzia do zarządzania relacjami z klientami (CRM) oraz kombinację szczegółowych i uproszczonych metod planowania. Zawiera również zaktualizowany interfejs użytkownika, zdalny dostęp do systemu oraz nowe funkcje pozwalające na zarządzanie produkcją seryjną.
Sescoi w roku 2011 miał oddziały w USA, Wielkiej Brytanii, Francji, Niemczech, Hiszpanii, Japonii, Indii, Chin i Korei, i ponad 50 dystrybutorów na całym świecie.
Firma Sescoi została przejęta przez Grupę Vero Software w styczniu 2013 r.
MyWorkPLAN oraz WorkPLAN Enterprise zostały połączone w jeden system klasy ERP II – WorkPLAN ERP – system składający się z modułów oraz umożliwiający integrację z innymi rozwiązaniami.
Od stycznia 2014 roku WorkPLAN ERP dostępny jest w języku polskim przy współpracy VERO Software oraz firmy VeraShape, która zajmuje się oprogramowaniem WorkPLAN w Polsce.

## Funkcje
WorkPLAN ERP jest systemem do zarządzania procesami produkcji oraz automatyzacji zarządzania kluczowymi działaniami. System pomaga zminimalizować czas przygotowania projektów oraz uzyskać informacje takie jak: koszty projektu, możliwy termin i czas realizacji, zyski i straty, sytuacja finansowa. System umożliwia zarządzanie wszystkimi danymi dotyczącymi: zamówień, planowania, dokumentacji, list materiałów, jakości, zakupów, zapasów magazynowych, kluczowych wskaźników wydajności. Informacje z warsztatu wprowadzane są do systemu przy pomocy ekranów dotykowych, czytników kodów kreskowych, formularzy, dzięki czemu dają aktualne dane o postępie realizacji oraz pracy maszyn. WorkPLAN umożliwia także analizowanie strategicznych punktów działania firmy, dzięki wbudowanym narzędziom do raportowania i analityki danych.
WorkPLAN łączy w sobie funkcjonalności systemów ERP oraz MRP II.

## Technologia
Pierwsza wersja WorkPLAN ERP została zaprogramowana za pomocą ujednolicenia języka VISION i Unify Dataserver jako silnika bazy danych z Unify Corporation.
Nowy WorkPLAN ERP ze zmienionym interfejsem zaprogramowany został za pomocą PowerBuilder, Delphi i C++ oraz MySQL jako silnikiem bazy danych. System używa technologii Tom Sawyer Software do tworzenia graficznego i wizualizacji powiązań między zadaniami.

## Interfejsy wymiany danych
WorkPLAN ERP interfejsy wymiany danych:
- MS Office, MS Project oraz Open Office
- systemy księgowe (Sage, QuickBooks, Datev(inne języki), Cegid, EBP, Varial itd.)
- systemy płacowe
- inne systemy ERP (SAP, Navision itd.)
- oprogramowanie CAM (WorkNC, VISI, Radan)
- oprogramowanie CAD oraz PLM do importowania List Materiałowych BOM (VisiCAD, Think3, TopSolid, AutoCAD, Cimatron, ProEngineer, Unigraphics itd.)

- oprogramowanie CAD/CAM do analizy plików CAD (STEP, IGES, CATIA V4 & V5, Unigraphics, SolidWorks, SolidEdge, Pro/E, Parasolid, STL itd.) przy użyciu WorkXPlore 3D

- zaawansowane planowanie i harmonogramowanie (Ortems, Preactor[9] oraz Proxia)

- oprogramowanie CRM (Sage Vente Partner itd.)

- systemów magazynowych i produkcyjnych przy wykorzystaniu WorkPLAN XML agenta[10].